# Powiat Urfahr-Umgebung
Powiat Urfahr-Umgebung (niem. Bezirk Urfahr-Umgebung) – powiat w Austrii, w kraju związkowym Górna Austria, w Mühlviertel. Siedziba powiatu znajduje się w mieście statutarnym Linz.

## Geografia
Powiat Urfahr-Umgebung graniczy z następującymi powiatami: na zachodzie Freistadt, na południowym wschodzie Perg, na południu z miastem statutarnym Linz i Linz-Land, na południowym wschodzie Eferding, na wschodzie Rohrbach. Na północy powiat graniczy z Czechami.

## Podział administracyjny
Powiat podzielony jest na 27 gmin, w tym trzy gminy miejskie (Stadt), 13 gmin targowych (Marktgemeinde) oraz jedenaście gmin wiejskich (Gemeinde).
| Miasta 1. Bad Leonfelden (4404) 2. Gallneukirchen (6643) 3. Steyregg (5107) Gminy targowe 1. Altenberg bei Linz (4740) 2. Feldkirchen an der Donau (5504) 3. Gramastetten (5095) 4. Hellmonsödt (2371) 5. Herzogsdorf (2725) 6. Oberneukirchen (3246) 7. Ottensheim (4771) 8. Reichenau im Mühlkreis (1338) 9. Reichenthal (1516) 10. Schenkenfelden (1650) 11. Vorderweißenbach (2742) 12. Walding (4343) 13. Zwettl an der Rodl (1785) | Gminy 1. Alberndorf in der Riedmark (4219) 2. Eidenberg (2146) 3. Engerwitzdorf (9092) 4. Goldwörth (775) 5. Haibach im Mühlkreis (939) 6. Kirchschlag bei Linz (2224) 7. Lichtenberg (2855) 8. Ottenschlag im Mühlkreis (562) 9. Puchenau (4652) 10. Sonnberg im Mühlkreis (1106) 11. St. Gotthard im Mühlkreis (1318) |
| (liczba mieszkańców 1 stycznia 2023) | |

## Zmiany administracyjne
- 1 stycznia 2018
  - przyłączenie gminy Schönegg z powiatu Rohrbach do gminy Vorderweißenbach